# Mamertus (Vorname)
Mamertus ist ein männlicher Vorname.

## Herkunft und Bedeutung
Mamertus wird in der Regel auf die Namensform Mamers für den römischen Gott Mars zurückgeführt.

## Varianten
- Mamert (deutsch)
- Mertl (bairische Kurzform)
- Mamerto (spanisch)

## Namenstag
Als Namenstag wird der 11. Mai gefeiert.

## Bekannte Namensträger
- Mamertus († um 477), katholischer Bischof und Heiliger

- Mamert Hock (1836–1907), deutscher Orgelbauer

- Mamerto Esquiú (1826–1883), argentinischer Ordensgeistlicher und römisch-katholischer Bischof von Córdoba
- Mamerto Urriolagoitia Harriague (1895–1974), bolivianischer Politiker, von 1949 bis 1951 Präsident Boliviens